# Martin Lorentzson
Martin Olof Lorentzson (Södertälje, 21 luglio 1984) è un calciatore svedese, difensore dello United IK Nordic.

## Carriera
Lorentzson ha debuttato nel 2005 tra le file dell'IK Sleipner, giocando nel campionato di Division 2 tra il 2005 e il 2007.
Nel 2007 ha contribuito al ritorno in seconda serie della sua nuova squadra, l'Assyriska, formazione in cui è rimasto fino al 2009.
Nel gennaio 2010 è stato reso ufficiale il trasferimento ai freschi campioni di Svezia dell'AIK, trasferimento già annunciato dai club pochi mesi prima. Nonostante il ruolo di terzino destro, è stato capocannoniere di coppa dell'AIK nell'Europa League 2012-2013: fondamentale la rete nei minuti di recupero a Mosca contro il più quotato CSKA, che ha consentito alla formazione svedese di accedere alla fase a gironi. Al termine della stagione 2014, una volta scaduto il contratto con l'AIK, è rimasto svincolato.
Nel febbraio 2015 si è accordato con l'Åtvidaberg con una clausola che gli avrebbe permesso di uscire dal contratto in anticipo, opzione esercitata il 31 luglio dello stesso anno. Fino a quel momento era stato impiegato in tutti i minuti delle 17 partite disputate.
Nel dicembre 2015 ha firmato un contratto della durata di sette mesi con gli inglesi del Coventry City, impegnati nella Football League One. È rimasto fino al termine della stagione e ha giocato sette partite. Terminato il contratto con la formazione britannica, nel luglio 2016 Lorentzson è tornato in Allsvenskan con l'ingaggio di un anno e mezzo da parte dell'Örebro. Con i bianconeri è sceso in campo in tre campionati e mezzo di Allsvenskan, prima di rimanere svincolato una volta sopraggiunta la scadenza contrattuale.
Ha poi trascorso la stagione 2020 giocando a livello amatoriale al Kvicksunds SK nella sesta serie nazionale, mentre l'anno successivo ha fatto parte dello United IK Nordic in quarta serie. Nel 2022 ha giocato 8 partite con il Södertälje FF nella sesta serie nazionale.

## Palmarès

### Club

#### Competizioni nazionali
- Supercoppa di Svezia: 1

AIK: 2010
- Division 1: 1

Assyriska: 2007